# Peter K. Gregersen

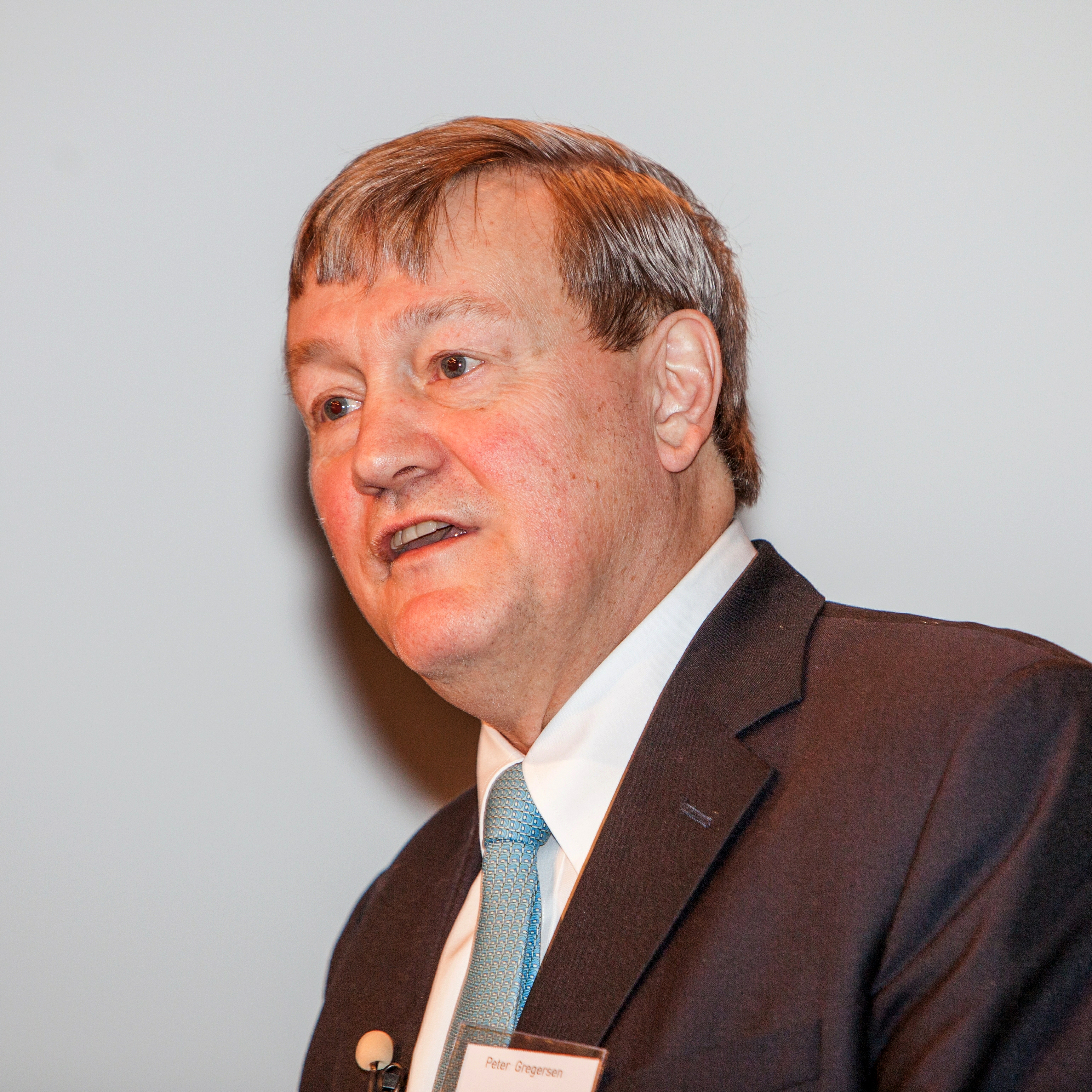
Peter K. Gregersen

Peter K. Gregersen (* 1950) ist ein US-amerikanischer Mediziner und Genetiker, bekannt für die Genetik von Autoimmunkrankheiten und speziell Rheumatischer Arthritis, Lupus erythematodes und Myasthenia gravis.

## Leben und Werk
Gregersen erhielt 1972 seinen Bachelor-Abschluss in Naturwissenschaft an der Johns Hopkins University und studierte dann Medizin an der Columbia University (College of Physicians and Surgeons) mit dem M. D. Abschluss 1976. Anfangs arbeitete er als Rheumatologe und ging dann in die Forschung über die Genetik rheumatischer Erkrankungen. Er leitet das Robert S. Boas Center for Genomics and Human Genetics am Feinstein Institute for Medical Research in Manhasset bei New York (North Shore University Hospital).
Ende der 1980er Jahre identifizierte er mit Robert J. Winchester Gene, die das Risiko für rheumatische Arthritis erhöhen und für bestimmte HLA Proteine kodieren, die dem Immunsystem auf der Zelloberfläche zum Beispiel Antigene von Viren bei Virusverfall präsentieren, woraufhin die Zelle vom Immunsystem angegriffen wird. Im Fall von angeborenem Risiko für Arthritis bildeten die HLA-Proteine speziell geformte Komplexe auf der Zelloberfläche.
Mit seinem Team identifizierte er eine ganze Reihe von Genen, die die Disposition für rheumatische Arthritis beeinflussen und eine Reihe von Genen, die allgemein die Anfälligkeit für Autoimmunkrankheiten beeinflussen, indem sie das Aktivitäts-Niveau des Immunsystems steuern (CSK, TNIP 1, BLK, PTPN22).
2007 erhielt er die Klemperer Medal der New York Academy of Medicine und den Distinguished Basic Investigator Award des American College of Rheumatology (ACR). 2013 erhielt er den Crafoord-Preis mit Lars Klareskog und Robert J. Winchester für Polyarthritis-Forschung.

## Schriften
- mit J. H. Cho Genomics and the multifactorial nature of human autoimmune disease. In: New England Journal of Medicine, Band 365, Oktober 2011, S. 1612–1623
- mit L. M. Olsson: Recent advances in the genetics of autoimmune disease. In: Annual Review Immunology, Band 27, 2009, S. 363–391.
- mit Winchester, J. Silver The shared epitope hypothesis. An approach to understanding the molecular genetics of susceptibility to rheumatoid arthritis. In: Arthritis & Rheumatism, 30, 1987, 1205–1213
- mit Winchester The molecular basis of susceptability to rheumatic arthritis: the conformational equivalence hypothesis, Springer Seminar Immunopathology, 10, 1988, 119–139